# ドロシー・ラメイ
ドロシー・ラメイ(Dorothy LeMay、1954年2月14日 - )は、アメリカ合衆国のポルノ女優。
いわゆるポルノ業界黄金期(en:Golden Age of Porn)を支えた人物として AVN殿堂入りしている。

## 代表作
- タブー・セックス/恥辱(1980年)